# 華盛頓嶺
78°6′S 154°48′W / 78.100°S 154.800°W
華盛頓嶺（英語：Washington Ridge），是南極洲的山嶺，位於愛德華七世地，處於富蘭克林山東南面2.4公里，屬於洛克菲勒山脈的一部分，在1929年1月27日由美國探險隊發現，現時由南極條約體系管理。